# Delphinium naviculare
Delphinium naviculare är en ranunkelväxtart som beskrevs av Wen Tsai Wang. Delphinium naviculare ingår i släktet storriddarsporrar, och familjen ranunkelväxter. Utöver nominatformen finns också underarten D. n. lasiocarpum.